# Língua goudu
A Língua goudu é uma língua derivada do oriá falada em nos distritos de Srikakulam, Vizianagaram e Visakhapatnam em Andhra Pradesh, Índia. Os Goudu apresentam índice de alfabetização de 18%. A maioria vive nas encostas das Colinas do vale de Araku, nas áreas de Paderu e Munchingput de Visakhapatnam.

## Escrita
Recentemente, uma escrita própria para a língua foi desenvolvida pela professora S. Prasanna Sree da Universidade de Andhra, Visakhapatnam, Andhra Pradesh, além da escrita Devanagari do oriá que os goudu já utilizavam. Prasanna Sree desenvolveu escritas com base em escritas indianas já existentes para certos sons comuns a outras línguas locais, porém com diferentes conjuntos de caracteres para cada uma das línguas relacionadas, tais como o bagatha, o jatapu, o kolam, o konda-dora, o porja, o koya, ogadaba, o kupia, o kurru, Lambadi e outras.
- Possui 12 sons vogais com símbolos para vogais que, conforme a simbologia, podem ser isoladas (no início da sílaba) ou conjuntas: a aa e ee u uu ae aaae i o oo ou aum auh
- e 18 sons consonantais, que podem ser curtos ou longos (símbolos diferenciados): ka gha gna cha já ta da tha dha na pa bha ma ya ra la va sa ha